# Together With Me
Together With Me (อกหักมารักกับผม; titolo internazionale Together With Me: The Series) è una serie televisiva thailandese del 2017 ed è un prequel di Bad Romance - Tok lum hua chai yai pisat. È andata in onda per la prima volta su Line TV dal 24 agosto al 5 ottobre 2017 per un totale di 13 episodi.
L'opera tratta principalmente di 3 coppie: Korn & Knock (ripresa da Bad Romance), Farm & Bright e Phubet & Kavitra.
Nel 2018 viene realizzata Together With Me - The Next Chapter, serie incentrata sulla coppia formata da Korn e Knock.

## Trama
Korn e Knock sono amici d'infanzia ma a causa di una sbronza hanno un rapporto sessuale tra loro e, nonostante la ritrosia iniziale, da questo nascerà un amore. Mentre Korn è consapevole della propria omosessualità (avendo già avuto dei ragazzi), Knock è fidanzato con una ragazza e dovrà decidere con chi stare.
Farm è un ragazzo timido che incontra Bright (un dottore playboy cugino di Knock) con il quale inizia una relazione. Bright, però, non dimostra un cambiamento nel suo modo di fare ma continua ad avere rapporti occasionali con altri uomini e Farm dovrà decidere se accettarlo così com'è.
Phubet è uno studente che sta per laurearsi e si innamora di Kavitra (insegnante 37enne, sorella di Korn). Phubet si dimostra diretto nel voler intraprendere una relazione con lei, ma Kavitra è restia a causa dei ruoli insegnante e studente ricoperti da loro due.
La storia si conclude con l'inizio di Bad Romance - Tok lum hua chai yai pisat.

## Personaggi
- Knock, interpretato da Pakorn Thanasrivanitchai "Tul"
- Korn, interpretato da Nattapol Diloknawarit "Max"
- Farm, interpretato da Tantimaporn Supawit
- Bright, interpretato da Apiwat Porsche
- Phubet, interpretato da Khamphee Noomnoi "Tem"
- Kavitra, interpretata da Mai Sukonthawa
- Yihwa, interpretata da Pimnitchakun Bumrungkit "Maengmum "
- Plern Pleng, interpretata da Satida Pinsinchai "Aim"
- Mew, interpretato da Tripobphoom Suthaphong
- Fai, interpretata da Thitichaya Chiwpreecha
- Prae, interpretata da Janistar Phomphadungcheep "Ken"
- Cho, interpretato da Visava Thaiyanont "Tomo"